# Княжество Черна гора
Княжество Черна гора (на сръбски: Књажевина Црна Гора или Knjaževina Crna Gora) е държава на Балканския полуостров, просъществувала от 13 март 1852 до 28 август 1910 г. Създадена е със секуларизацията на дотогавашната Черногорска митрополия, управлявана и през предходното столетие и половина от представители на рода Петрович-Негош. През 1910 година страната е провъзгласена за кралство.